# Ельдінген
Ельдінген (нім. Eldingen) — громада в Німеччині, розташована в землі Нижня Саксонія. Входить до складу району Целле. Складова частина об'єднання громад Лахендорф.
Площа — 56,71 км2. Населення становить 2026 ос. (станом на 31 грудня 2021).

## Галерея

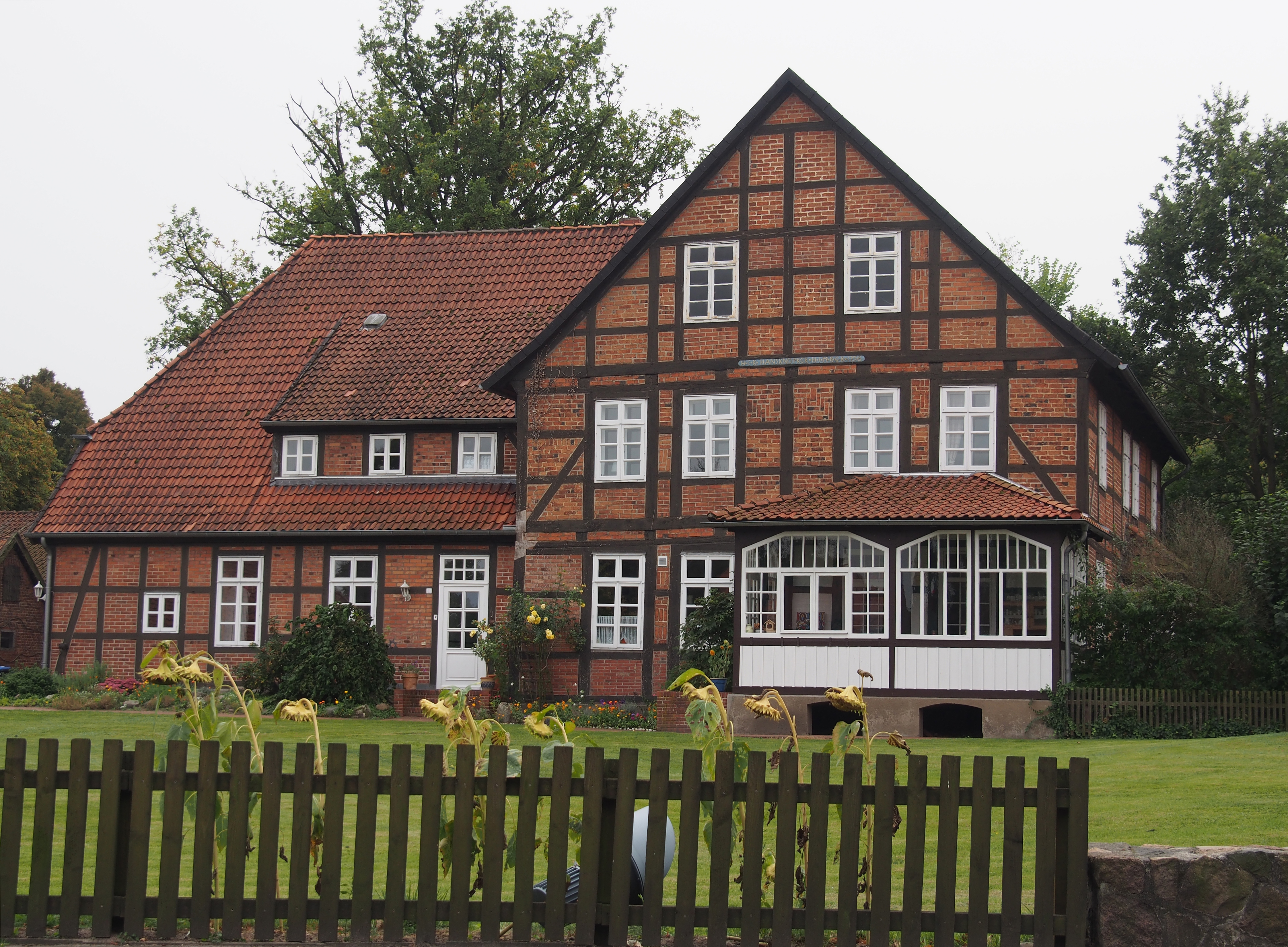
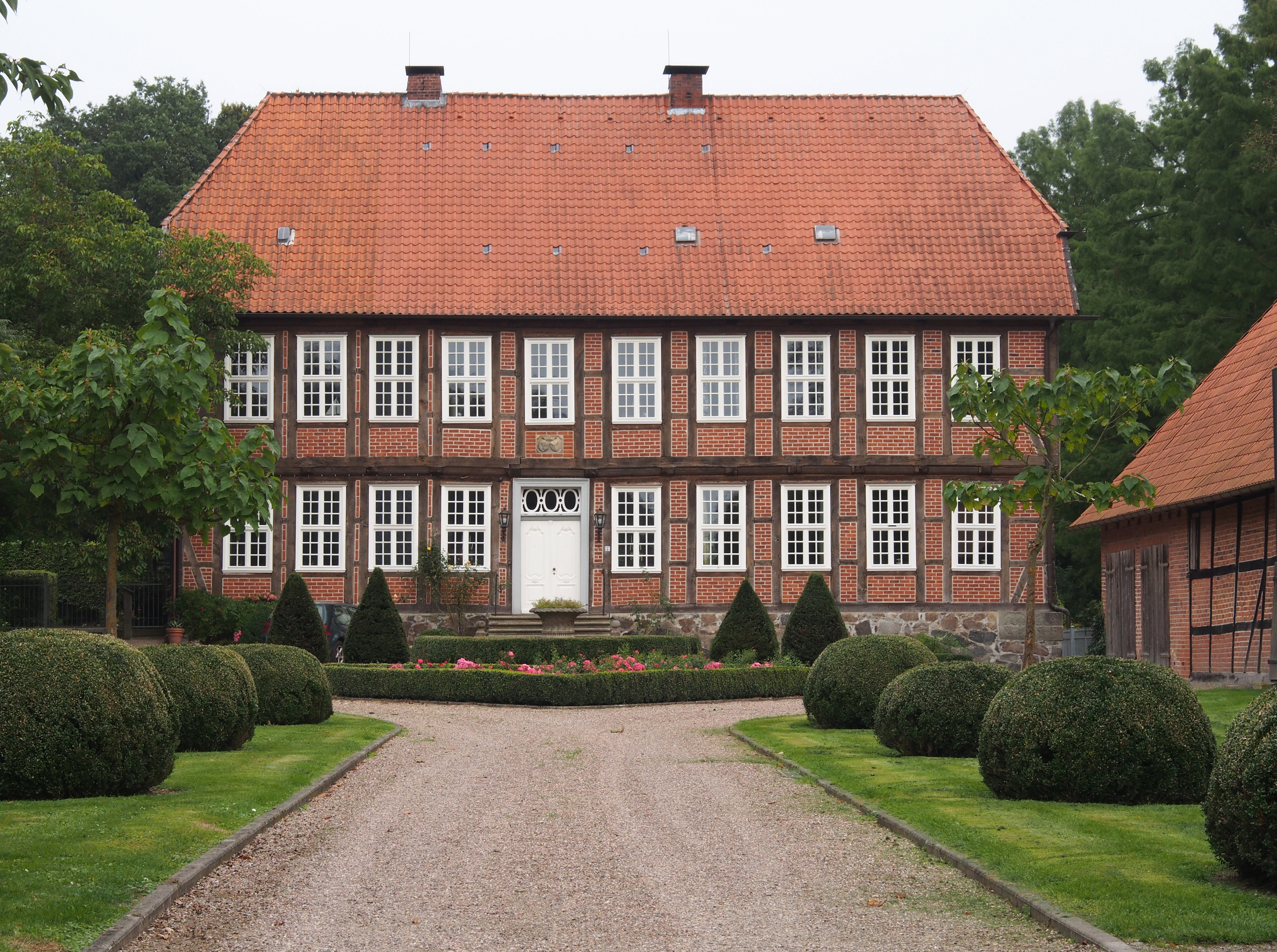
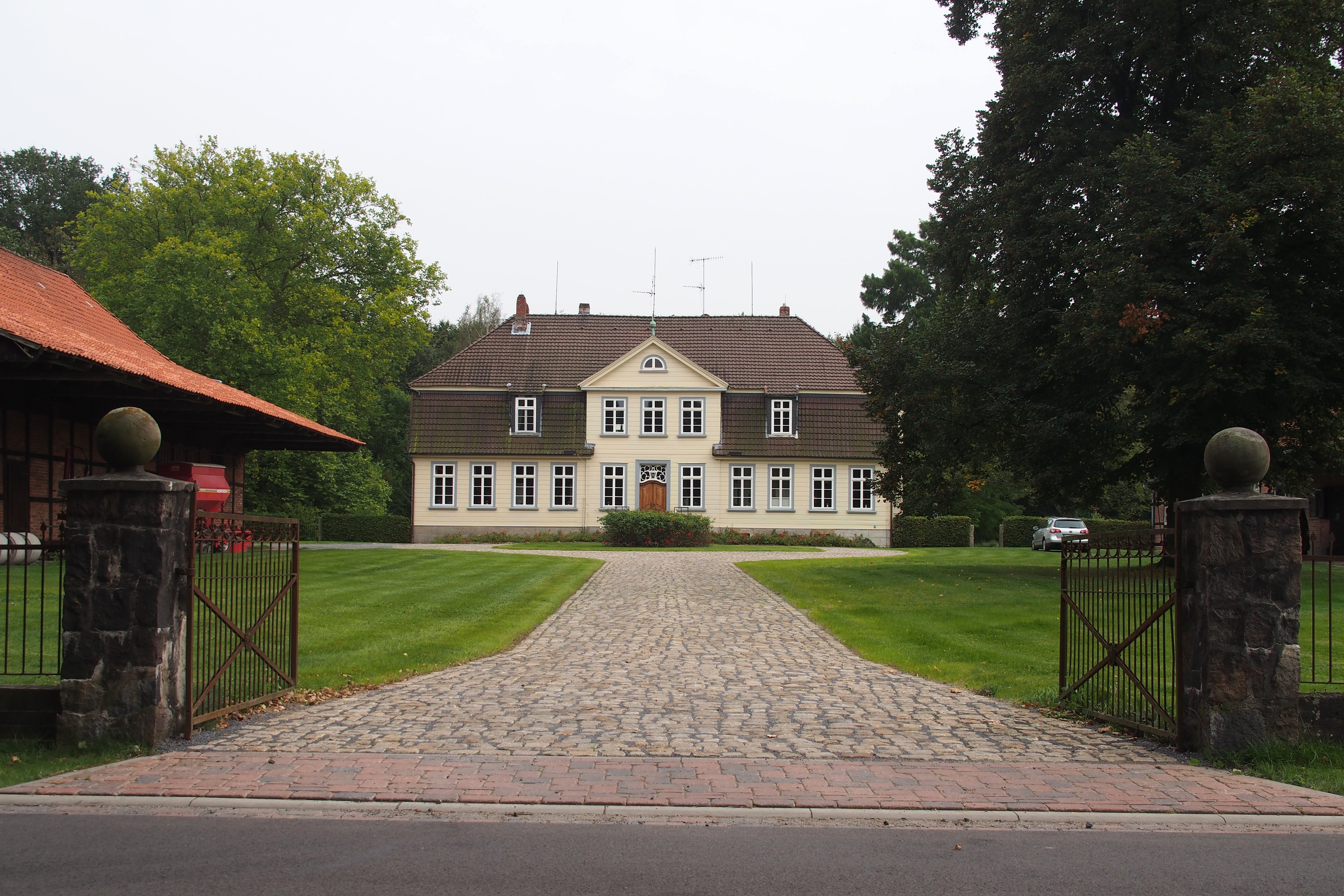
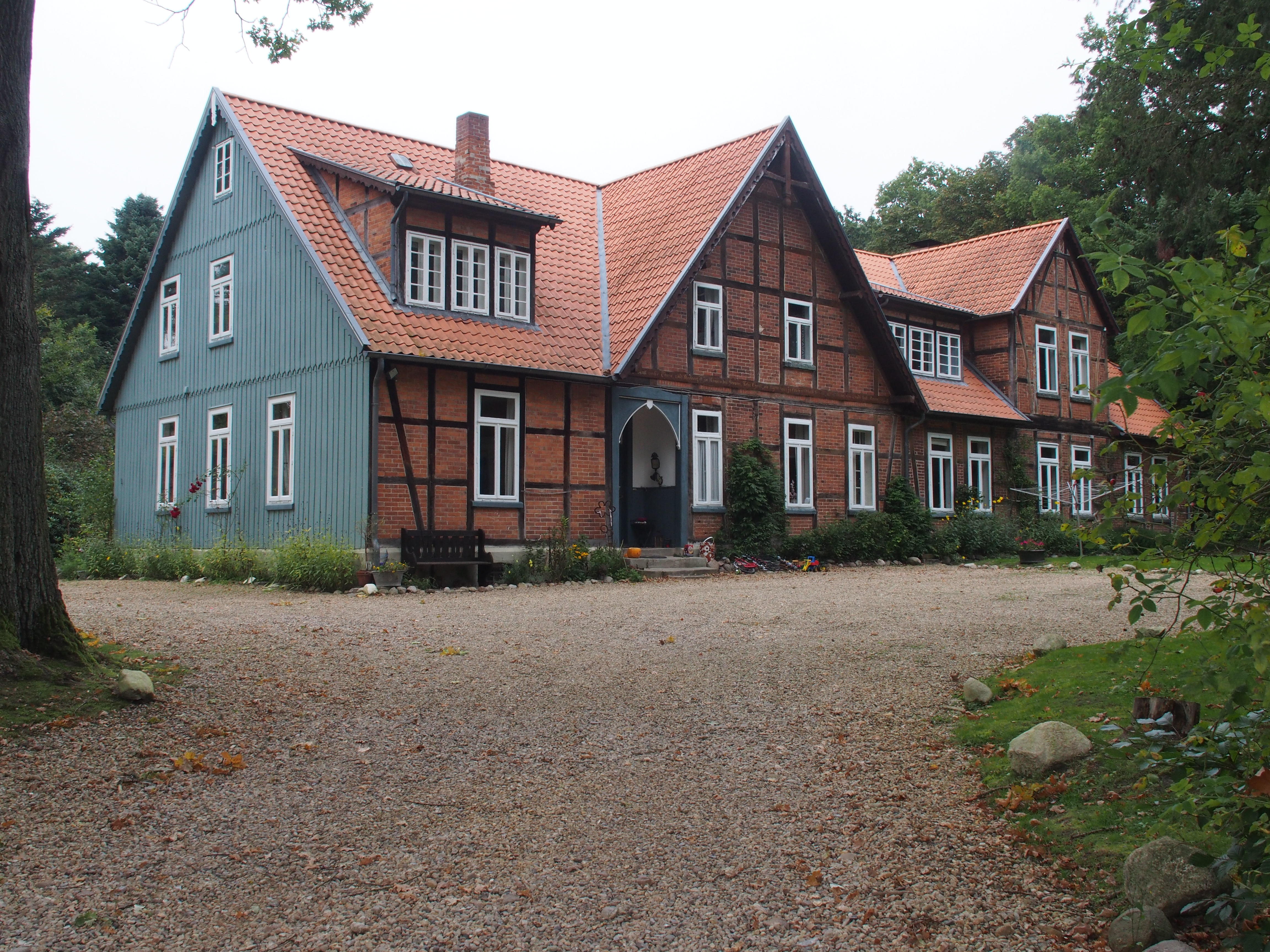
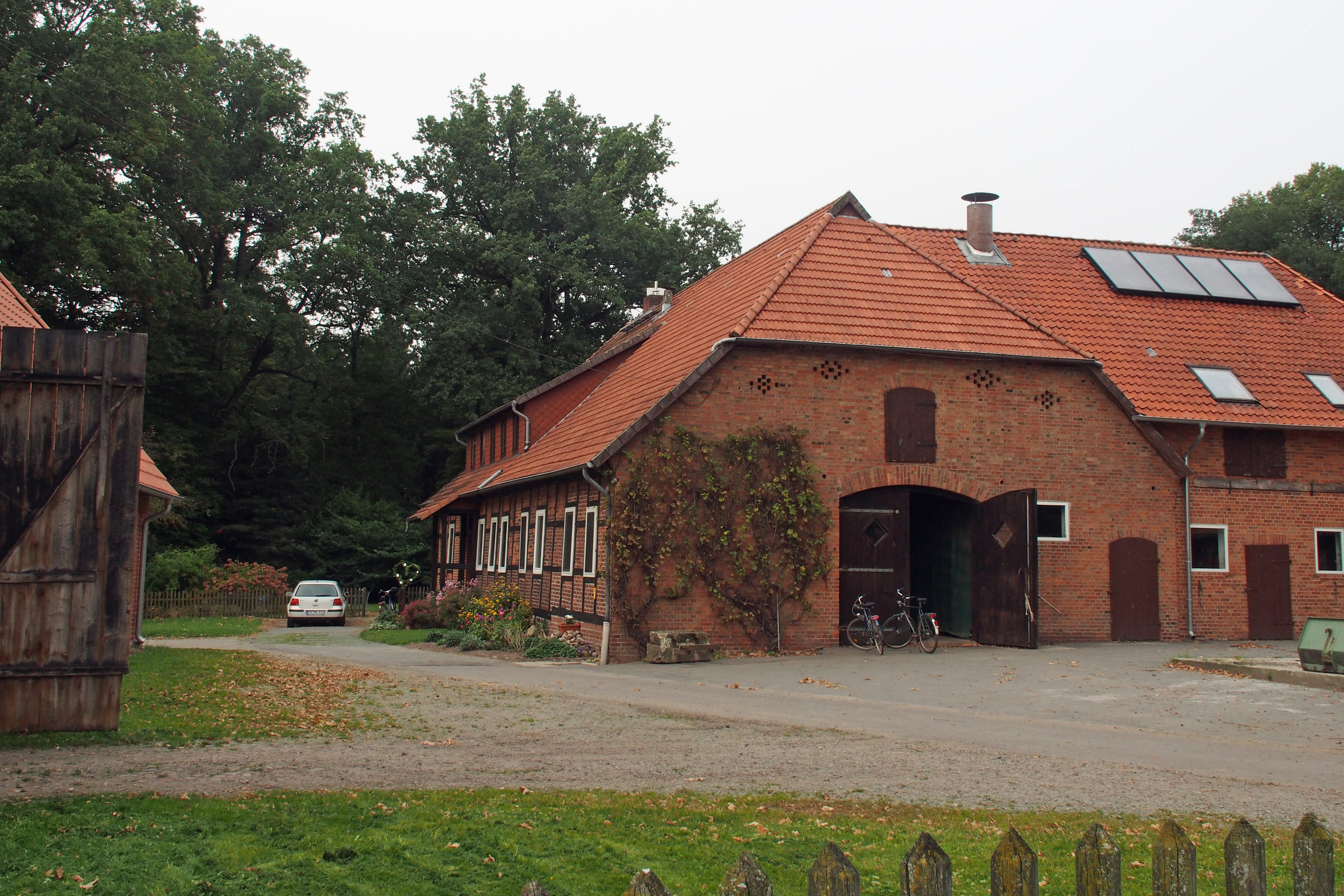
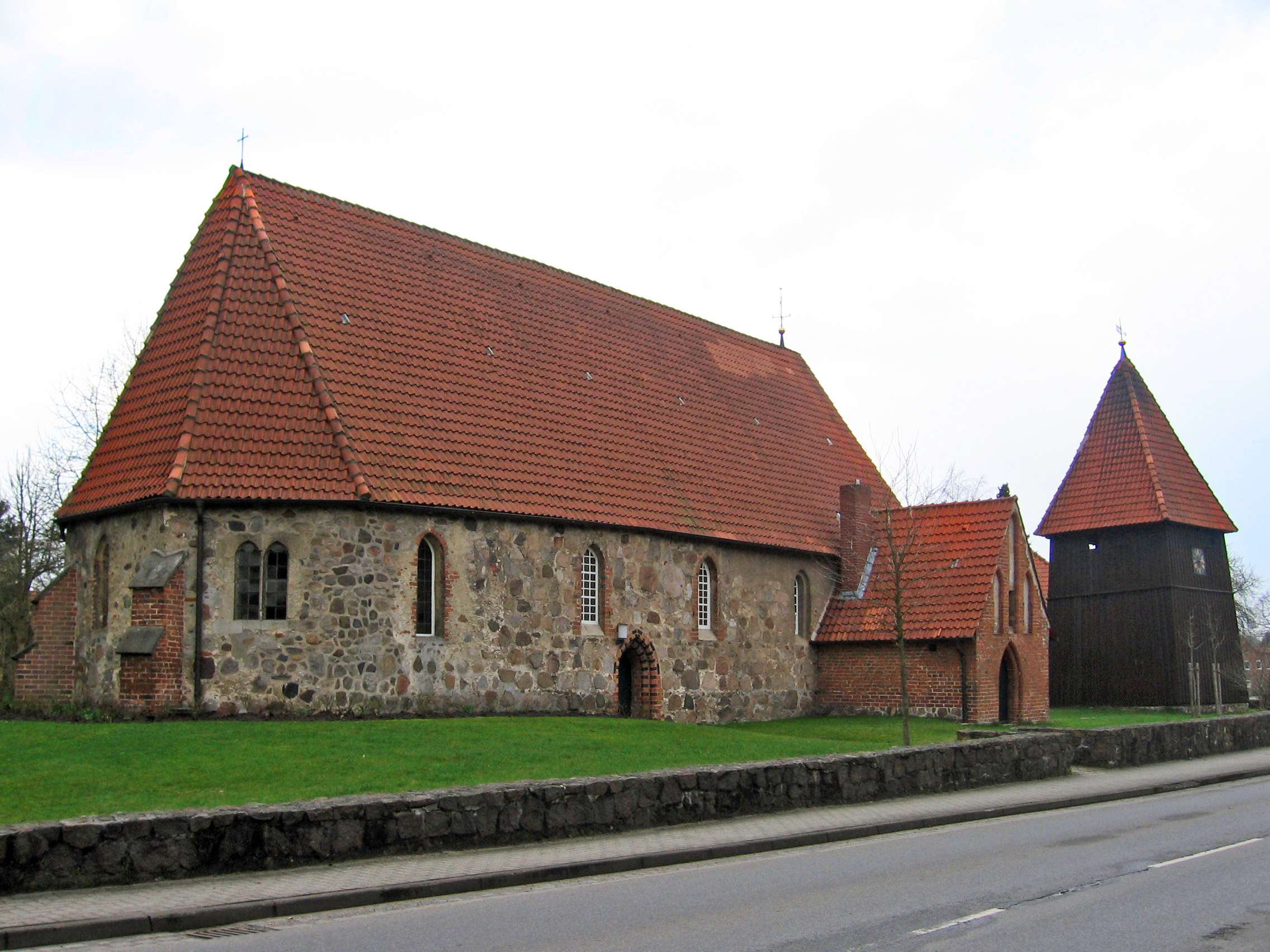